# Steinkreuz Badingen
Das Steinkreuz Badingen ist ein denkmalgeschütztes Steinkreuz im Ortsteil Badingen der Stadt Bismark (Altmark) in Sachsen-Anhalt. Als „besonderer Stein“ ist es im Bodendenkmalverzeichnis von Sachsen-Anhalt unter der Erfassungsnummer 428310032 verzeichnet.

## Allgemeines und Beschreibung
Das gotische Steinkreuz befindet sich an der südwestlichen Ecke der Kirchhofsmauer der Dorfkirche Badingen in der Rosa-Luxemburg-Straße mitten im Ort. Es wurde mit Fuß und Schaft in die Kirchhofsmauer eingemauert. Am Schaft befinden sich mehrere Nasen. Das Kreuz ist insgesamt 76 cm hoch, 60 cm breit, 10 cm dick und besteht aus Sandstein. Zu dem Steinkreuz existieren zwei Sagen. Je nach Sage handelt es sich bei dem Steinkreuz um ein Sühnekreuz oder um ein Weihekreuz, wobei die Deutung als Weihekreuz von der Mehrheit abgelehnt wird.

## Sagen
Einer Sage nach wurde das Steinkreuz als Sühnekreuz für einen Mord errichtet.

### Der Teufel von Badingen
Die Kirchhofsmauer sollte den Teufel davon abhalten, sich Seelen der verstorbenen Badinger zu holen. Jedoch gelang es dem Teufel immer wieder, über die Kirchhofsmauer zu gelangen und Seelen zu stehlen. Als die Badinger dies bemerkten, fanden sie heraus, dass der Teufel immer an derselben Stelle über die Kirchhofsmauer ging. An dieser Stelle hatte der Mauermeister immer wieder bei seiner Arbeit geflucht, so dass sie dort durchlässig war für den Teufel. Um den Teufel daran zu hindern, immer wieder an dieser Stelle auf den Kirchhof einzudringen, ließen sie ein Steinkreuz weihen und mauerten es an der durchlässigen Stelle ein. Seitdem ist es dem Teufel nicht mehr gelungen, eine weitere Seele vom Kirchhof zu stehlen.